# Coaley
Coaley é uma paróquia e aldeia do distrito de Stroud, no condado de Gloucestershire, na Inglaterra. De acordo com o Censo de 2011, tinha 766 habitantes. Tem uma área de 9,71 km².